# Катха-упанишада
«Катха-упанишада» (санскр. कठ उपनिषद्), или «Катхопанишад» (санскр. कठोपनिषद्, IAST: Kaṭhopaniṣad), также «Катхака» (IAST: Kāṭhaka) — ведийский текст на санскрите, одна из одиннадцати Упанишад канона мукхья, к которому принадлежат наиболее древние Упанишады, прокомментированные Шанкарой. «Катха-упанишада» ассоциируется со школой Чара-катха «Кришна Яджурведы» и в каноне муктика из 108 основных Упанишад стоит на третьем месте.
В некоторых текстах «Катха-упанишады» прослеживается влияние буддийских идей, из-за чего учёные датируют её периодом после V века до н. э. Также отмечается большое сходство некоторых текстов с «Бхагавад-гитой». «Катха-упанишада» состоит из шести частей (или двух разделов по три главы в каждом). В этой Упанишаде представлена дуалистическая философия, в отличие от других, монистических Упанишад.
«Катха-упанишада» пожалуй является наиболее известной Упанишадой. Это была первая Упанишада, попавшая в Европу (в персидском переводе). Макс Мюллер перевёл её на английский язык в 1879 году, а Эдвин Арнольд сделал её поэтический перевод «The Secret of Death» («Секрет смерти»). Ральф Уолдо Эмерсон уделил большое внимание «Катха-упанишаде» в своём эссе «Immortality» («Бессмертие»). Центральным моментом «Катха-упанишады» является встреча Начикеты, сына мудреца Ваджашравасы, с индуистским богом смерти Ямой.

## Основные идеи текста
В основе сюжета — разговор бога смерти Ямы с брахманом Начикетом. Бог смерти рассказывает Начикету об учении, которое может спасти от смерти. В итоге их диалог касается:
- темы перерождения;
- темы наличия у человека души;
- учения, которое помогает избежать страха смерти;
- практики, исходящие из этого учения (контроль эмоций)[5].

В «Катха-упанишаде» впервые:
- дано определение буддхи: буддхи изображается возничим запряжённой пятью лошадьми колесницы. В этой широко известной аллегории вожжи олицетворяют манас, лошади — пять чувств человека, а колесница — тело. (строки 1.3.3-1.3.4)[6];
- прана как энергия, связывающая все живые существа;
- дано определение йоги (в строке 2.3.11)[7]2.3.11:	तां योगमिति मन्यन्ते स्थिरमिन्द्रियधारणाम्Йога — это устойчивый контроль чувств